# Harpa amouretta
Harpa amouretta är en snäckart som beskrevs av Peter Friedrich Röding 1798. Harpa amouretta placeras som ensam art i släktet Harpa, i familjen Harpidae. Inga underarter finns listade.